# Curtiss XP-46
Il Curtiss XP-46 fu un aereo da caccia monoposto, monomotore e monoplano ad ala bassa sviluppato dall'azienda aeronautica statunitense Curtiss-Wright Corporation tra i tardi anni trenta e i primi anni quaranta e rimasto allo stadio di prototipo.
Realizzato per sostituire in servizio il Curtiss P-40 da poco in linea, se ne differenziava visivamente per l'adozione di un diverso carrello d'atterraggio, sempre a scomparsa nel piano alare, ma carreggiata larga e con movimento delle gambe di forza verso l'interno invece che verso l'esterno.
A causa delle prestazioni espresse durante le prove di volo, inferiori a quelle raggiunte dal P-40D in quel momento avviato alla produzione, il suo sviluppo venne abbandonato.

## Storia del progetto
Nel settembre 1939 la United States Army Air Corps (USAAC), l'allora componente aerea dello United States Army (l'esercito statunitense), emise una specifica per la fornitura di un nuovo modello di aereo da caccia contattando la Curtiss-Wright, che già equipaggiava i propri reparti con il Curtiss P-40, per la realizzazione di un progetto di massima per un velivolo più efficiente atto ad essere utilizzato nel teatro europeo della seconda guerra mondiale. I requisiti richiesti erano relativi a un monomotore monoplano ad ala bassa, dalle dimensioni leggermente inferiori a quelle del P-40, e dotato di carrello d'atterraggio retrattile a carreggiata larga. Per il propulsore la scelta ricadde sull'Allison V-1710-39, un 12 cilindri a V raffreddato a liquido in grado di erogare una potenza pari a 1 150 hp (858 kW).
L'armamento previsto comprendeva due mitragliatrici calibro .50 in (12,7 mm), posizionate sul naso del velivolo e sincronizzate per sparare attraverso il disco dell'elica, più la possibilità di integrarne altre otto, quattro per lato, calibro .30 in (7,62 mm) nello spessore alare. In un secondo tempo l'USAAC richiese l'adozione di serbatoi autosigillanti e un'ulteriore corazzatura di 65 lb (29 kg), modifiche che si rivelarono influire negativamente sulle prestazioni complessive.
Nel 1940, prima che fosse realizzato un solo prototipo, la British Purchasing Commission sottoscrisse un ordine di fornitura per il P-46 come sostituto del P-40, il quale, in base alle convenzioni di designazione britanniche stipulate dall'Air Ministry, venne identificato con il nome Kittyhawk.

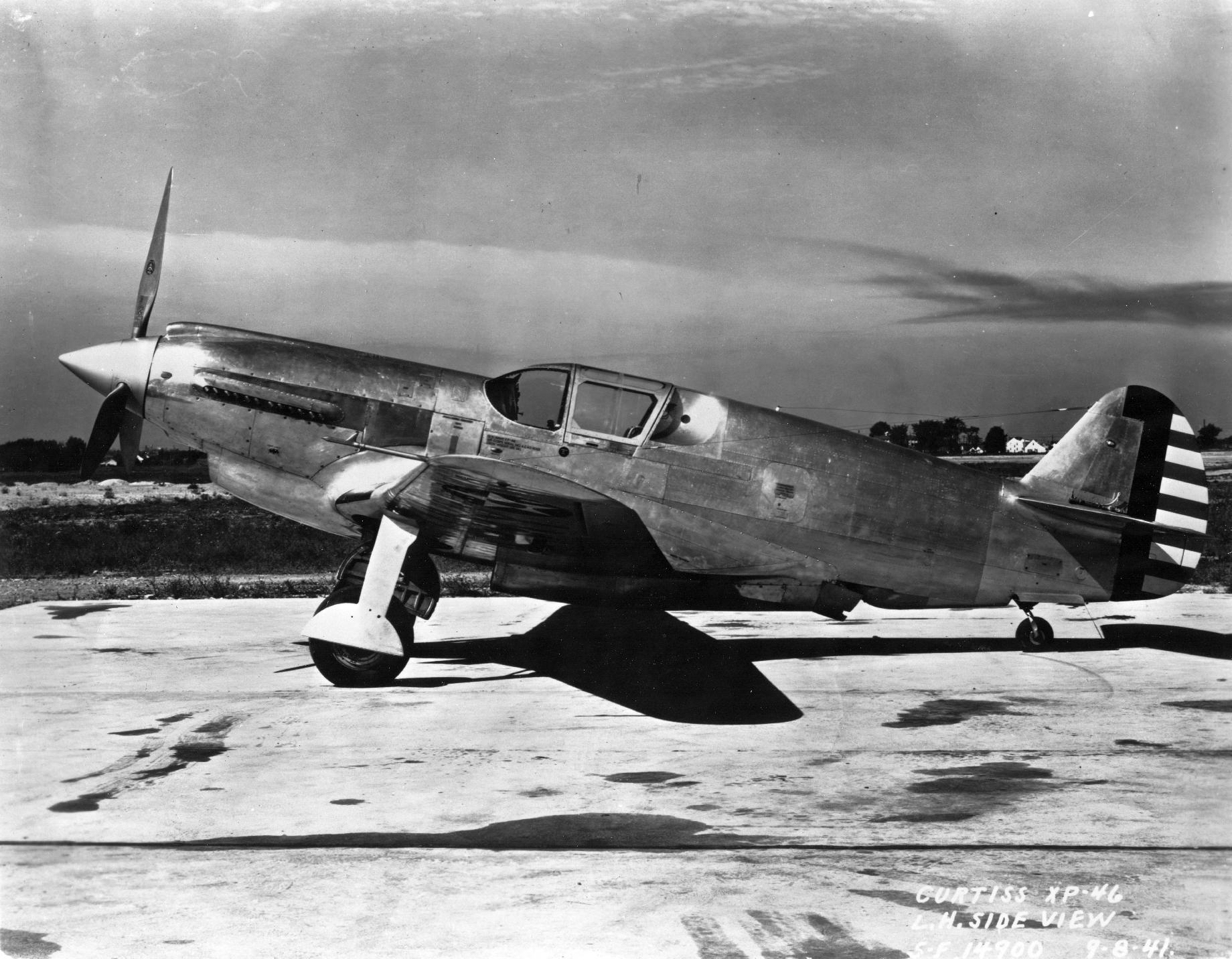
Uno dei due prototipi, visto di lato, mostra la posizione della presa d'aria ventrale dei radiatori.

Tuttavia nel giugno 1940, mentre i prototipi erano in fase di costruzione, l'USAAC ordinò all'azienda di dare la priorità allo sviluppo di una variante migliorata del P-40 da equipaggiare con la stessa unità motrice prevista per l'XP-46, anche in funzione di evitare interruzioni alla linea di produzione causate da qualsiasi passaggio a una nuova cellula. Di conseguenza l'ordine emesso dal governo del Regno Unito per il P-46 venne annullato, e la designazione Kittyhawk venne assegnata alla nuova variante del P-40.
Ciò nonostante i due prototipi, indicati come XP-46A, una volta completati vennero comunque consegnati all'USAAC, il primo dei quali venne portato in volo il 15 febbraio 1941, ed avviati a una serie di prove di volo comparative dove le prestazioni espresse si rivelarono inferiori ai contemporanei P-40D. Di conseguenza, anche perché il progetto del P-46 non offriva miglioramenti significativi rispetto al P-40, il programma venne cancellato.
Alcune supposizioni sostennero che il progetto del North American NA-73X, il prototipo del futuro North American P-51 Mustang, fosse basato sul lavoro di sviluppo dell'X-46. Ciò in base all'acquisto, per la cifra di $ 56 000, da parte della North American Aviation (NAA) dei dati sui test aerodinamici relativi ai modelli P-40 e XP-46, ma benché risultino alcune somiglianze nella collocazione dei radiatori dell'impianto di lubrificazione tra i due modelli, a quella data il progetto della North American era già in uno stato avanzato. Il reparto tecnico della NAA utilizzò le ricerche britanniche riguardanti l'effetto Meredith, la capacità che il posizionamento ventrale di un radiatore possa portare a un'ottimizzazione della spinta complessiva del velivolo.

## Utilizzatori
Stati Uniti
- United States Army Air Corps (previsto)

### Pubblicazioni
- Leonard Engel, Half of Everything: An American's Survey of Orders Placed in the United States, in Flight, No. 1667. Vol. XXXVIII, 5 dicembre 1940.
- The American Fighter, in Flight, No. 1690. Vol. XXXIX, 15 maggio 1941.